# Carasobarbus canis
Carasobarbus canis är en fiskart som först beskrevs av Achille Valenciennes 1842.  Carasobarbus canis ingår i släktet Carasobarbus och familjen karpfiskar. IUCN kategoriserar arten globalt som livskraftig. Inga underarter finns listade.